# Akuma to Doruche
Akuma to Doruche(悪魔とドルチェ) manga giapponese disegnato e scritto da Julietta Suzuki nel 2007 e pubblicato dalla casa editrice Hakusensha.

## Trama
Mayumi Ogura è una liceale con la passione, ereditata dalla madre, per la cucina e la magia. Mayuri è solita evocare un piccolo demone che la aiuta a preparare i dolci e in piccole altre faccende. Un giorno però si versa per sbaglio del tè sulla gonna ed evoca un demone di livello superiore di nome Beaut che le permette di esprimere un desiderio che lui esaudirà. Mayumi chiede che la macchia sulla sua gonna sparisca. Il demone è offeso per la  semplicità della richiesta ma viene attirato immediatamente dal profumo dei dolci, la sua debolezza. Da questo momento in poi, Mayumi userà i dolci per tenerlo sotto il suo comando.